# Sphenomorphus cranei
Sphenomorphus cranei är en ödleart som beskrevs av  Schmidt 1932. Sphenomorphus cranei ingår i släktet Sphenomorphus och familjen skinkar. Inga underarter finns listade i Catalogue of Life.